# 協同意見書
協同意見書（英語：Concurring opinion），法律術語，源自於英美習慣法，是一種由法院中的法官撰寫的法律意見書。當法官同意主要意見書的決定，但是他同意的理由與其他法官不同時，法官可以獨立撰寫協同意見書，以陳述自己的意見。
當法官之間意見分歧，無法形成絕對多數的主要意見書時，可能會出現數個協同意見書；而得到相對多數支持的協同意見書，被稱為複數意見書（Plurality opinion）。

## 內容
協同意見書分成好幾種，一種簡單的協同意見書是當法官參與法院的判決，但有一些意見要補充時產生。協同，在判決上代表法官同意主要「判決」（案件最終勝敗的結果），但不同意主要意見（雙方勝敗的原因）。
在某些法院，像是美國最高法院，主要意見書可能被以數字或字母分成幾部分，然後協同法官可以說明他加入了哪些部分的主要意見，哪些不加入，而理由寫在各自的協同意見書上。在其他法院，像是加州最高法院，同一個大法官可以撰寫一份主要意見書「和」一份獨立的協同意見書，以表達支持該判決的附加意見（該意見只有少數派加入）。
就實際情況來說，協同意見書對於律師而言，與主要意見書比起來不那麼有用。缺少了法院多數同意，協同意見書不是具有約束力的先例，且不能像主要意見書般被引用。但是協同意見書有時可以以具有說服力的先例的形式被引用（假設該法律的觀點沒有已經生效的具約束力的先例）。主要意見書和協同意見書在觀點上的衝突，可以幫助律師了解主要意見書上所闡明的法律觀點。偶爾，一位法官將使用一個協同意見書以示意他（她）對某些「測試案例」是採開放態度，這將有助於發展一個新的法律規則，反過來，這樣的一個協同意見書可能變得比同一案件中的主要意見書來得更出名。這一現象的一個有名的例子是「埃斯科拉訴瓶裝可口可樂公司案」（1944）。
在某些司法管轄區（如加州）中，在特定的上下文中該術語可簡稱為「conc. opn.」。

## 在其他不同法院中的術語
- 在國際法院中，使用術語「獨立意見書（separate opinion）」，且法官也可以在判決中添加聲明（英语：Declaration (law)）。
- 「協同意見書」此術語被美國最高法院所使用。
- 歐洲人權法院使用「協同意見書」此術語，且將協同意見書和不同意見書都叫做獨立意見書。法官很少在判決中添加聲明[3]。
- 英國的上議院法官每人寫一份自己的意見書。不提供匯總的判決。